# PS-05/A
PS-05/A는 스웨덴의 JAS-39 그리펜 전투기의 레이더이다. 

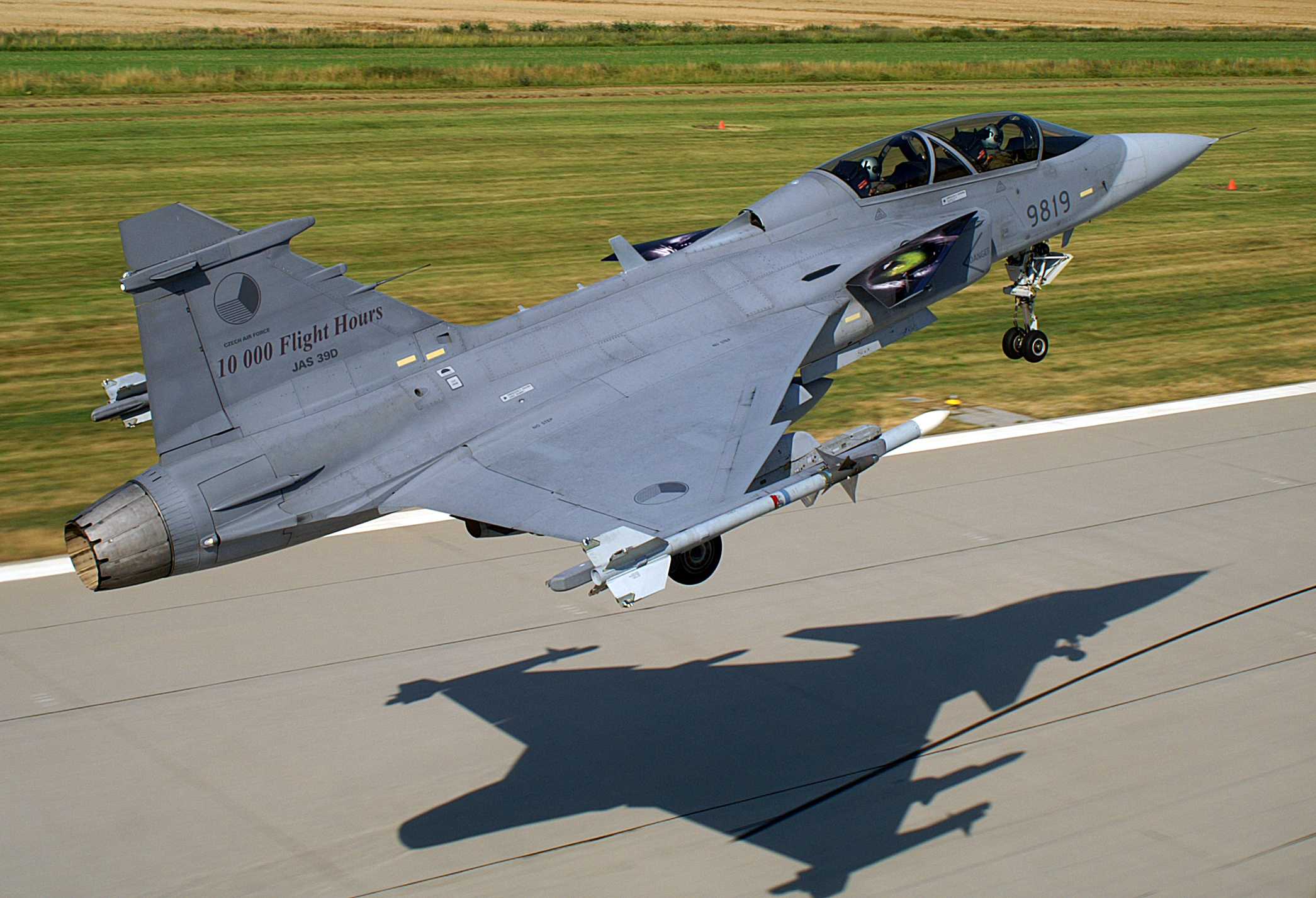
체코 공군의 그리펜 전투기다.

## 사용 국가
- 스웨덴 - 200

## 개량형
PS-05/A Mark 3 대 전투기 탐지거리가 110km다. 
PS-05/A Mark 4 마크3에 비해 공대공 탐지거리가 40% 개선됐다. 
PS-05/A Mark 5 마크4를 기반으로 전자주사식 AESA 레이다로 개조된 버전이다. 
NOAR AESA 195km~165km~110km(RCS 10m2~5m2~1m2)

## 같이 보기
- AN/APG-68
- AN/APG-73
- AN/APG-65
- J/APG-1
- CAPTOR
- 사브 JAS 39 그리펜